# Quandoque bonus dormitat Homerus
 Quandoque bonus dormitat Homerus  лат. (изговор: Квандокве бонус дормитат хомерус). Понекад и добри задрема нам Хомер. (Хомер)

## Тумачење
Понекад и најпаметнији човјек, највећи пјесник или научник, може да погријеши, ако није довољно пажљив.